# Национален парк Килиманджаро
Национален парк Килиманджаро е национален парк близо до Моши, Танзания. Разположен е на планината Килиманджаро и покрива площ от 753 km². Администрира се от танзанийската Агенция за националните паркове. 
През 1910-те Килиманджаро и горите му са обявени за ловен резерват от немското колониално правителство. През 1921 г. става горски резерват.
През 1973 г. планината над горната горска граница (ок. 2700 m) е преструктурирана като национален парк и е отворена за посещения през 1977 г. Паркът е обявен за световно наследство на UNESCO през 1987 г.